# YKK APラクシー
株式会社YKK APラクシー （ワイケイケイエーピーラクシー、英: YKK AP Ruxy Inc.）は、千葉県松戸市にある住宅総合関連の会社。

## 沿革
- 1985年 中野区にアスカ工業創業
- 1990年8月 ラクシーに社名変更
- 2020年4月 YKK APラクシーに社名変更

## 会社概要
1985年に東京都中野区で創業。塗装・内装工事を主力業務にしていた。1990年に千葉県松戸市松戸に移転・法人化した後は総合建築物の修繕業務を志向するようになった。1998年までは主に修繕工事専業の株式会社アズマの千葉営業所として下請け工事を行っていた。ラクシーの社名はこのときつけられたもので、社長の口癖「楽勝、楽勝」をもじったものである。2005年には改修工事の進捗状況を発注者にネットで報告するサービスを開始、2010年にはこれをブログ形式に対応させるなど、特徴的なサービスを打ち出していたが、2014年にYKK APに買収され同社の子会社となった。
新築マンション建設・中古住宅をリフォームした物件の販売も併営している。キャラクターは「ラクシー君」。11月11日生まれのヘルメットをかぶった丸顔のゆるキャラ。ヘルメットをコレクションしている。

## 事業所
- 東京支店 〒105-0004 東京都港区新橋2-12-7 労金新橋ビル5階
- 神奈川営業所 〒220-0003 神奈川県横浜市西区楠町10-8
- 埼玉営業所 〒359-0023 埼玉県所沢市東所沢和田2-3-19 MMビル3階